# Milka (czekolada)

Logo Milki

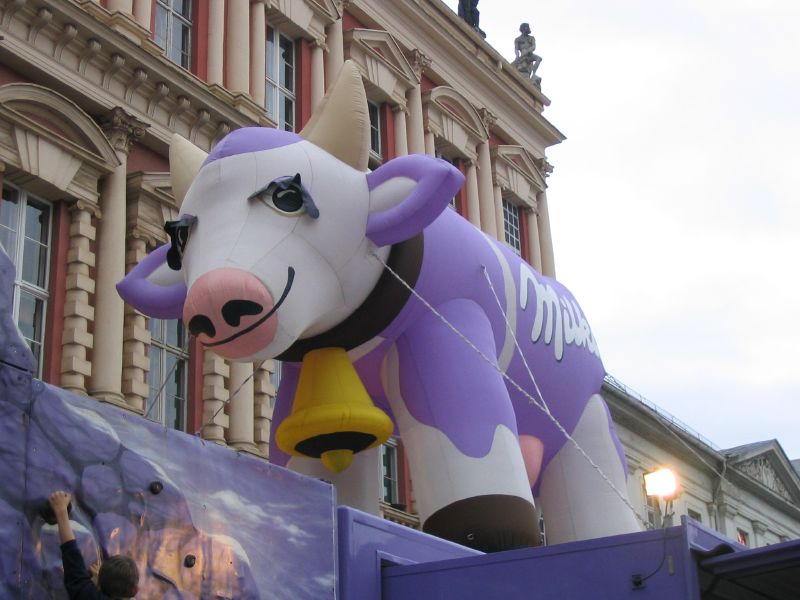
Balon Milki

Milka – marka czekolady cukiernika Philippe Sucharda. Jest jedną z najlepiej rozpoznawalnych marek wyrobów czekoladowych w Europie, należy do koncernu Mondelēz.
Nazwa powstała od kombinacji słów Milch i Kakao (niem. mleko i kakao).
Zięć Philippe’a Sucharda, Carl Russ-Suchard, wykreował markę Milka w 1901 r.
Czekolada produkowana jest w zakładach: Lörrach (Niemcy), Bludenz (Austria), Belgrad (Serbia), Swoge (Bułgaria), Bratysława (Słowacja), Braszów (Rumunia), Parana (Brazylia), Jankowice (Polska) i Trostianeć (Ukraina).
Legenda głosi, że nazwa pochodzi od imienia słynnej chorwackiej śpiewaczki operowej – Milki Trniny. Milka Trnina wyjechała do Austrii, gdzie poznała szwajcarskiego biznesmena, Carl Russ-Sucharda. Ten, zachwycony urodą i pięknym głosem Milki, na jej cześć nazwał produkowaną przez niego czekoladę Milka.

## Symbole i ikony
Logo firmy przedstawia fioletowo-białą krowę rasy simentalskiej na tle Alp.
Jedną z najlepiej rozpoznawalnych twarzy reklamowych marki jest niemiecki skoczek narciarski – Martin Schmitt. Po zakończeniu kariery przez tego skoczka twarzą reklamową Milki został Andreas Wellinger, który również jest skoczkiem narciarskim z Niemiec.
Ręczniki promocyjne dla Milki produkowane były przez Zakłady Przemysłu Bawełnianego „Frotex” w Prudniku.